# Adoretus convexicollis
Adoretus convexicollis är en skalbaggsart som beskrevs av Leon Fairmaire 1893. Adoretus convexicollis ingår i släktet Adoretus och familjen Rutelidae. Inga underarter finns listade i Catalogue of Life.